# Electroforeză

Ilustrație a procedeului

Electroforeza reprezintă o metodă de analiză și separare bazată pe migrarea particulelor solide dispersate într-un lichid sub acțiunea unui câmp electric. Electroforeza este deplasarea spre electrozi a particulelor dintr-o soluție coloidală sub acțiunea câmpului electric.
Denumirea de electroforeză provine din asocierea cuvântului grec electron (electric) cu cel latin phore (purtător), evidențiindu-se astfel rolul esențial al câmpului electric în procedeul descris.
În anul 2006 firma Seiko a realizat primul ceas din lume cu afișaj ce funcționează pe principiul electroforezei, și anume prin formarea de imagini vizibile prin rearanjarea particulelor de pigment încărcate cu sarcină electrică, la aplicarea unui câmp electric.
Deși este cunoscută încă de la sfârșitul secolului XIX, electroforeza se afirmă ca o metodă analitică de separare abia în urma lucrărilor referitoare la stadiul unor proteine (1937) elaborate de Arne Tiselius, laureat al premiului Nobel, numit și “părintele electroforezei”.
Electroforeza este folosită și în diagnosticare și în supravegherea terapeutică, prin separarea proteinelor într-un câmp electric. Un exemplu de astfel de test frecvent utilizat pentru diagnostic este electroforeza proteinelor serice. Ea permite dozarea proteinelor în mielom precum și detectarea imunoglobulinei monoclonale. O altă proteină de importanță majoră ce poate fi examinată funcțional prin electroforeză e hemoglobina.